# Sabri Louatah
Sabri Louatah (geboren 25. September 1983 in Saint-Étienne) ist ein französischer Schriftsteller.

## Leben
Sabri Louatah ist Kind von Einwanderern aus der Kabylei. Er veröffentlichte 2012 den ersten Band seines Romans Les Sauvages, der die gegenwärtige französische Gesellschaft anhand einer Präsidentenwahl in einer nahen Zukunft behandelt.

## Werke

### Originalausgaben
- Les Sauvages, tome 1. Paris : Éditions Flammarion-Versilio, 2012 ISBN 978-2-08-127448-8
- Les Sauvages, tome 2. Paris : Éditions Flammarion-Versilio, 2012 ISBN 978-2-08-128295-7
- Les Sauvages, tome 3. Paris : Éditions Flammarion-Versilio, 2013 ISBN 978-2-08-129248-2
- Les Sauvages, tome 4. Paris : Éditions Flammarion-Versilio, 2014 ISBN 978-2-08-129249-9
- 404, Paris : Éditions Flammarion-Versilio, 2020, 368 S, ISBN 978-2-08-151031-9

### Deutsche Übersetzungen
- Die Wilden: Eine französische Hochzeit. (= Band 1+2) Übersetzung Bernd Stratthaus. Heyne, München 2017
- Die Wilden: Brüder und Feinde : Roman. (= Band 3) Übersetzung Bernd Stratthaus. Heyne, München 2018
- Die Wilden: Familientreffen: Roman. (= Band 4) Übersetzung Bernd Stratthaus. Heyne, München 2019